# Свердловинний термогазовий генератор
Свердловинний термогазовий генератор (рос. скважинный термогазовий генератор; англ. hole thermogas generator; нім. Thermogassondengenerator m) — апарат, який конструктивно являє собою камеру згоряння за типом камер згоряння газотурбінних двигунів, працює на стиснутому повітрі та рідинних вуглеводнях (бензин, гас, дизельне пальне) і виробляє термогаз з температурою 430—900 К, котрий складається із продуктів згоряння і надлишкового повітря. Опускається у свердловину на насосно-компресорних трубах і призначений для ініціювання внутрішньопластового горіння.